# DN5A
De DN5A (Drum Național 5A of Nationale weg 5A) is een weg in Roemenië. Hij loopt van Adunații-Copăceni via Hotarele naar Greaca. De weg is 34 kilometer lang en loopt parallel aan de rivier de Argeș.